# Giuseppe Lomellini
Giuseppe Lomellini (Génova, 1723 - Génova, 1803) foi o 175.º Doge da República de Génova.

## Biografia
Lomellini ascendeu à posição de Doge a 4 de fevereiro de 1777, o n.º cento e trinta na sucessão bienal e o n.º cento e setenta e cinco na história republicana. Para a cerimónia de coroação na Catedral de Génova, o senado genovês ordenou uma nova púrpura e uma nova capa real para o uso das roupas anteriores e saudou a eleição do novo Doge com cinquenta e um tiros de canhão em vez das trinta rotinas de trovão. Durante o seu mandato, um incêndio atingiu o palácio Ducal na manhã de 3 de novembro de 1777, seguido por uma pronta reconstrução e embelezamento do palácio. No ano seguinte foi decidida a construção da chamada "Estrada Nova". O mandato de dois anos terminou a 4 de fevereiro de 1779. Giuseppe Lomellini morreu em Génova em 1803.